# ハファエル・ハベーロ
ハファエル・バティスタ・ハベーロ（Raphael Baptista Rabello 、1962年10月31日-1995年4月27日）は、ブラジルのギタリスト、作曲家。 

## 初期
ハファエル・ハベーロは音楽一家に生まれ育った。姉のアメリア・ハベーロは歌手として、同じく姉のルシアナ・ハベーロはブラジルの弦楽器、カバキーニョ奏者として知られる。
ハファエルは最初、兄にギターを教わったが、ギタリストバーデン・パウエルにもギターを教えたことで知られるジャイミ・フローレンシ（Jaime Florence）から指導を受けるようになった。また、ジノ・7（セッチ）・コルダス（Dino 7 Cordas、セッチ・コルダスとは7弦の意）の影響で7弦ギターを演奏するようになった。
早くから頭角を現し、10代のころからプロ活動を行っていた。最初に伴奏で参加したのは14歳で、クラシック・ギター奏者トゥリビオ・サントス（Turibio Santos）のショーロのレコーディングに加わった。作曲家ハダメス・ニャターリのグループにも参加した。

## 全盛期
ハファエルが精力的に創作したのは1982年から1995年までで、同世代の中で最高のギター奏者の１人と多くの人から認められていた。様々なスタイルを弾きこなすが、専門はショーロである。
アントニオ・カルロス・ジョビン、ジャック・モレレンバウム、パウロ・モウラなど、ブラジルの有名ミュージシャンのコンサートやレコーディングに多数参加した。ブラジル以外でも、パコ・デ・ルシアなどの国際的なミュージシャンと共演した。

## 晩年
ハファエルは1989年に車の事故に遭い、右腕に多発性骨折を負った。 彼は勇敢に回復して驚いたことに演奏し続けた。 しかし、彼はこの負傷のため、多くの外科手順を執り行った際の輸血におけるHIVに感染。 1995年には体調が急速に悪化。HIV感染を悲観してコカインにおぼれて薬物依存症になり、リオ・デ・ジャネイロにある麻薬依存症患者治療センター、Núcleo Integrado de Psiquiatria da Barra da Tijucaに入院。治療に励んだが1995年4月27日、全身性感染症のため呼吸停止となり死去した。

## 伝説
死後もフルアルバムが発表されたり、ショーロの音楽学校に彼の名が付けられたりと、彼の伝説が今も息づいている。
彼の才能に賛辞を贈ったギタリストも多い。
- 「最近聴いた中で一番のギタリストだね。ギターという楽器の技術的な限界を飛び越えてるんだ。そしてハファエルの音楽は、彼の魂から余すところなくダイレクトに、ハファエルの音楽を愛する僕たちの心に届くんだ」―パコ・デ・ルシア

- 「やっぱりハファエル・ハベーロは最も偉大なギタリストの１人だ。ギターに秘められた力に対するハファエルの洞察力に肩を並べられるのは、偉大なパコ・デ・ルシアだけだ。ハファエルは私たちの時代では唯一無二のブラジリアン・ギタリストだったと思う。これまでの偉業だけでなく、これからできただろう偉業を考えると、こんなに若くしてこの世を去ったことは、信じられないほどの損失だ」―パット・メセニー

- 「ハファエルの演奏は、いまでは多くのブラジルのギタリストによって受け継がれています。それから、僕や奏一君（編注・村治奏一）のような、遠い国のギタリストにも影響を与えています。彼がいなくなってしまったことは、とても残念ですが、だからこそ何か尊いもの、芸術の生命力や躍動、悲しさ、自分だけの道を切り拓くこと、そういった孤高の精神の象徴として、多くのギタリストのなかに生き続けるのかもしれません」―鈴木大介[1]

## ディスコグラフィー

### アルバム
- 1982年 - Sete Cordas
- 1984年 - Tributo a Garoto (ハダメス・ニャターリと共演)
- 1987年 - Interpreta Radamés Gnattali
- 1988年 - Rafael Rabello
- 1990年 - A flor da pele (Ney Matogrossoと共演)
- 1991年 - Todo sentimento (Elizeth Cardosoと共演)
- 1991年 - Raphael Rabello & Dino 7 Cordas (Dino 7 cordasと共演)
- 1992年 - Dois irmãos (パウロ・モウラと共演)
- 1992年 - Todos os tons
- 1992年 - Shades of Rio (ホメロ・ルバンボと共演)
- 1993年 - Delicatesse (Déo Rianと共演))
- 1994年 - Cry my guitar
- 1994年 - Relendo Dilermando Reis
- 1997年 - Em concerto (Armandinhoと共演) (live)
- 2002年 - Raphael Rabello & Guests: Mestre Capiba por Raphael Rabello e Convidados

## 註
1. ↑  ギタリスト 鈴木大介のブログ（2006/10/02）